# Spacewar!
Spacewar! je počítačová hra, vesmírný bojový simulátor z roku 1962. Je považovaná za první klasickou počítačovou hru hranou v multiplayer módu a zároveň je označována za první počítačovou hru, tak jak je známe dnes, vůbec.

## Historie
Spacewar! byla vyvinuta na Massachusettském technologickém institutu týmem programátorů pod vedením Steva Russella v laboratoři umělé inteligence. Hra byla naprogramována v assembleru PDP-1. Mezi spoluautory patří Peter Samson, autor  pozadí hry složeného z hvězd viděných ze Země, Martin Graetz, který naprogramoval „hyperprostorové skoky“ pro rakety, Wayne Witanen, Dan Edwards nebo Alan Kotok. Jejich cílem bylo zábavnou formou demonstrovat výkonnost počítače PDP-1. Hra svým tvůrcům, kteří ji vyvíjeli ve svém volném čase, nepřinesla žádný zisk. Byla kopírována a hrána i na dalších univerzitách a výzkumných pracovištích, kde se nacházel počítač PDP-1.

## Hra a její ovládání
Cílem hry je zničení protivníkovy vesmírné rakety pomocí torpéd. Obě lodě se zobrazují modře na jedné monochromatické obrazovce s dlouhým zelenožlutým dosvitem. Je možné ovládat jejich pohyb doleva, doprava a také jejich rychlost. Později byla vytvořena hvězdná obloha jako pozadí a přibyl i další herní prvek – hvězda doprostřed herní plochy, které se hráči museli vyhýbat, jinak by jejich loď byla zničena. Ovládání bylo původně řešeno přepínači přímo u počítače, což se ukázalo jako nepohodlné, a proto tvůrci hry vyvinuli speciální ovládací zařízení. Jednalo se o dřevěnou krabičku, propojenou kabelem s počítačem, která řídila jak pohyb vesmírné rakety, tak uměla střílet torpéda. Celkem se na ní nacházely čtyři ovladače.
Spacewar! běžela na počítači PDP-1, jehož cena tehdy přesahovala částku 100 000 dolarů. Dnes lze hru hrát na emulátorech počítače PDP-1.

## Odkaz
Na hru navázala komerčně úspěšná Galaxy Game a inspirovala se jí také arkáda Computer Space z roku 1971. Roku 2006 byla Spacewar! zařazena jako kulturní památka na seznam herního kánonu Knihovny Kongresu ve Spojených státech amerických. Hra také ovlivnila Nolana Bushnella, pozdějšího zakladatele herní společnosti Atari.